# Надир
Надир (от арабски ندير надиир, نظير натиир, „противоположен“) е астрономически термин, с който се обозначава точка на небесната сфера, противоположна на зенита или по-точно, точката с инклинация −90°.
Казано опростено, ако стоите на земята, това е посоката „надолу“ под краката ви.